# Valentiniana
Valentiniana (łac. Diocesis Valentinianensis) – stolica historycznej diecezji w Cesarstwie rzymskim w prowincji Byzacena, współcześnie w Tunezji. Obecnie katolickie biskupstwo tytularne.

## Biskupi tytularni
| Lp. | Biskup                    | Funkcja                                        | Od                | Do              |
| --- | ------------------------- | ---------------------------------------------- | ----------------- | --------------- |
| 1   | Charles Richard Mulrooney | biskup pomocniczy Brooklynu (USA)              | 24 lutego 1959    | 5 sierpnia 1989 |
| 2   | Philip Pargeter           | biskup pomocniczy Birmingham (Wielka Brytania) | 20 listopada 1989 |                 |